# Murvey Machair SAC
Murvey Machair SAC este o arie protejată (arie specială de conservare — SAC, sit de importanță comunitară — SCI) din Irlanda întinsă pe o suprafață de 80,3 ha, integral pe uscat.

## Localizare
Centrul sitului Murvey Machair SAC este situat la coordonatele 53°23′12″N 10°00′40″W / 53.386662°N 10.011207°V.

## Înființare
Situl Murvey Machair SAC a fost declarat sit de importanță comunitară în mai 1999 pentru a proteja 1 specie de plante. Situl a fost protejat și ca arie specială de conservare în octombrie 2021.

## Biodiversitate
Situată în ecoregiunea atlantică, aria protejată conține 1 habitat natural: Machair (* habitat specific irlandez).
La baza desemnării sitului se află o specie protejată de  plante: Petalophyllum ralfsii.
Pe lângă speciile protejate, pe teritoriul sitului au mai fost identificate 1 specie de plante.